# Kropiwnica
Kropiwnica [krɔpivˈnit͡sa] est un village polonais de la gmina de Mońki dans le powiat de Mońki et dans la voïvodie de Podlachie. Il se situe à environ 8 kilomètres à l'est de Mońki et à 38 kilomètres au nord-ouest de Bialystok. 